# Rutul
Rutul (in russo Рутул?; in lingua rutula: Мыхӏа) è un villaggio della Russia situato nel Daghestan. Appartiene al rajon Rutul'skij di cui è il centro amministrativo. È centro storico e culturale dei Rutuli.
Il villaggio si trova nel corso superiore del fiume Samur, vicino al monte Deavgaj, 280 km a sud-ovest di Machačkala.